# Cockburn Town
Cockburn Town es la capital del territorio británico de ultramar de las islas Turcas y Caicos, situada en la isla más grande en el archipiélago de las Turcas, Gran Turca. Cuenta con unos 3.700 habitantes.
Cockburn Town fue el primer establecimiento permanente en las islas, fundado en 1681 por los colectores de la sal que llegaron a las islas.